# Aloe nubigena
Aloe nubigena är en grästrädsväxtart som beskrevs av Groenew. Aloe nubigena ingår i släktet Aloe och familjen grästrädsväxter. Inga underarter finns listade i Catalogue of Life.